# Antonio Sastre
Pour les articles homonymes, voir Sastre.
Antonio Sastre est un footballeur argentin né le 27 avril 1911 à Lomas de Zamora et mort le 23 novembre 1987. La AFA l’a élu au Salon de Fama, le hall of fame du football argentin, estimant qu’il est le footballeur argentin le plus complet de tous les temps. En effet il pouvait jouer à pratiquement tous les postes.

## Biographie
Sastre découvre le football dans le quartier La Mosca situé dans la ville d’Avellaneda. Son premier club est le Club Progresista puis, en 1931, il signe à CA Independiente. Il débute en première division le 4 juin 1931 à l’occasion du match Independiente-Racing. Il remporte le championnat d’Argentine en 1938 et 1939. Au cours de ces deux titres, il forme un redoutable trident offensif avec Vicente de la Mata et Arsenio Erico, inscrivant à eux trois, 218 buts en 66 matchs soit une moyenne de 3,3 buts par matchs.
En 1942, il est transféré à São Paulo FC. Avec le club pauliste il remporte le championnat de São Paulo en 1943, 1945 et 1946. En 1947 il rentre en Argentine afin d’y achever sa carrière. Il évolue pendant une année au Gimnasia y Esgrima La Plata et remporte le championnat de deuxième division permettant à son club d’être promu en division 1. 

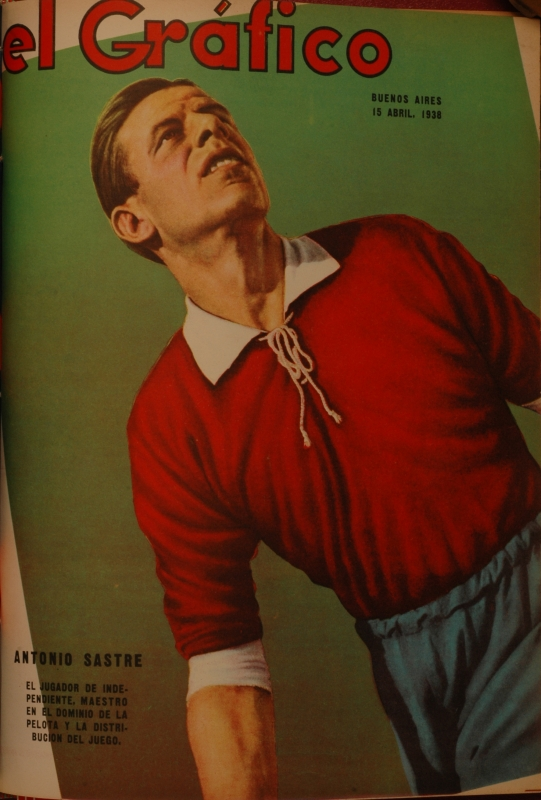
Antonio Sastre en 1938 avec le Independiente.

Au cours de sa carrière il est sélectionné en équipe d’Argentine à 34 reprises et inscrivit 6 buts entre 1933 et 1941. Il débute en sélection le 14 décembre 1933 lors du match amical Uruguay-Argentine. Il remporta deux Copa América avec les Albiceleste : en 1937 et 1941.

## Carrière
- 1931-1942 : CA Independiente -  Argentine
- 1942-1946 : São Paulo Futebol Clube -  Brésil
- 1947 : Gimnasia y Esgrima La Plata -  Argentine

## Palmarès
- Vainqueur de la Copa América en 1937 et 1941.
- Championnat d’Argentine en 1938 et 1939.
- Championnat de São Paulo en 1943, 1945 et 1946.
- Championnat d’Argentine de deuxième division en 1947.

## Statistiques
- 340 matchs et 112 buts avec Independiente.
- 129 matchs et 58 buts avec Sao Paulo.
- 14 matchs et 4 buts avec Gimnasia y Esgrima de La Plata.